# Congé-sur-Orne
Congé-sur-Orne – miejscowość i gmina we Francji, w regionie Kraj Loary, w departamencie Sarthe.
Według danych na rok 2010 gminę zamieszkiwały 334 osoby, a gęstość zaludnienia wynosiła 30 osób/km².